# توني كرواتو
توني كرواتو (بالإسبانية: Tony Croatto)‏ مغني بورتريكي من أصل إيطالي (ولد في أوديني 2 مارس 1940)

## هوامش
- كان متزوجاً من الممثلة الأرجنتينية راكيل مونتيرو .
- ابنته هي الممثلة مارا كرواتو .

## روابط خارجية
- توني كرواتو على موقع IMDb (الإنجليزية)
- توني كرواتو على موقع ميوزك برينز (الإنجليزية)